# Nat Holman

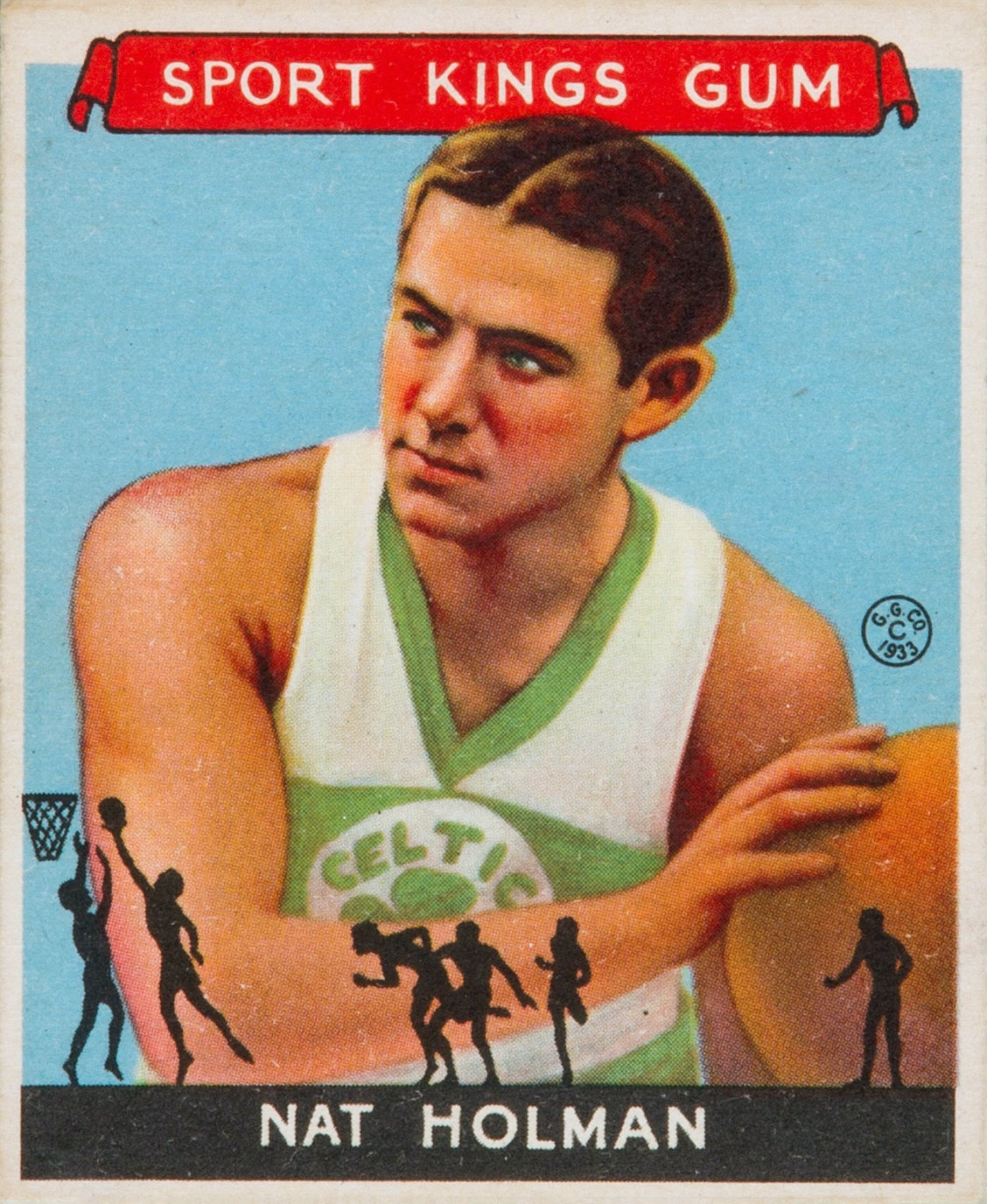
Nat Holman

Nat Holman (* 19. Oktober 1896 in New York City, New York; † 12. Februar 1995 ebenda) war ein US-amerikanischer Basketballspieler. Er war ein Starspieler der New York University und spielte in den 20ern professionell für die Original Celtics. Der 1,80 m große Holman galt als Prototyp des Point Guards, nach dessen Spielweise die Position definiert wurde. Bereits vor seiner Profikarriere trainierte Holman das City College of New York (CCNY), das er 1950 zum Turniersieg der NCAA Division I Basketball Championship sowie des National Invitation Tournaments führte. Bis heute gelang das keinem anderen Coach. Ein Jahr später nahm der nationale Point Shaving-Skandal des College-Basketballs seinen Anfang am CCNY. Obwohl kein Fehlverhalten seinerseits nachgewiesen wurde, fuhr die Hochschule das athletische Programm zurück und suspendierte Holman vorläufig.
Holman wurde am 1. Oktober 1964 in die Naismith Memorial Basketball Hall of Fame aufgenommen. Als in den 1950er Jahren die besten Spieler der ersten Hälfte des 20. Jahrhunderts gewählt wurden, belegte Holman hinter George Mikan und Hank Luisetti Platz 3.